# ラズロ・コヴァックス
ラズロ・コヴァックス（Laszlo Kovacs, 1933年5月14日 - 2007年7月22日）は、ハンガリー出身の撮影監督。本名はハンガリー語読みでコヴァーチ・ラースロー（Kovács László, [ˈlaːsloː ˈkovaːtʃ]）となる。初期の頃はレスター・コヴァックス（Lester Kovacs）、またはレスリー・コヴァックス（Leslie Kovacs）とクレジットされた。

## 来歴
ハンガリー・フェイェール県のツェツェに生まれる。ブダペストの大学で撮影技術を学ぶ。ここでヴィルモス・スィグモンドと知り合い、生涯の親友となった。
1956年、ハンガリー動乱が起きた際にはアーノルド&リヒターのカメラとモノクローム35mmフィルムで撮影、動乱鎮圧後の11月、そのフィルムを持ってオーストリアへ脱出、翌1957年にアメリカ合衆国へ亡命した。フィルムはその後1961年にCBSテレビでドキュメンタリー番組として放送された（ナレーターはウォルター・クロンカイト）。
1963年、アメリカ合衆国の市民権を取得。いくつかの仕事を転々とした後、同じくアメリカに逃れて来たヴィルモス・スィグモンドと共にB級映画から撮影技師としての活動を始める。1969年、『イージー・ライダー』の撮影を担当して名を上げ、アメリカン・ニューシネマの撮影を多く担当したほか、話題作やB級映画、ドキュメンタリー映画まで幅広い映画の撮影を手掛けた。2002年、全米撮影監督協会から特別功労賞を授与された。
2007年7月22日、ビバリーヒルズの自宅で就寝中に死去。74歳。

## 主な作品
- 爆走!ヘルズ・エンジェルス Hells Angels on Wheel (1967) 劇場未公開
- ジャック・ニコルソンの嵐の青春 Psych-Out (1968)
- 短刀（ドス）と呼ばれる男 A Man Called Dagger (1968)
- 七人の無法者 The Savage Seven (1968) 劇場未公開
- 殺人者はライフルを持っている! Targets (1968) 劇場未公開
- イージー・ライダー Easy Rider (1969)
- ドラキュラの館 Blood of Dracula's Castle (1969) 劇場未公開
- 雨にぬれた舗道 That Cold Day in the Park (1969)
- ジャック・ニコルソンのダーティ・ライダー The Rebel Rousers (1969) 劇場未公開
- …YOU… Getting Straight (1970)
- ファイブ・イージー・ピーセス Five Easy Pieces (1970)
- ラストムービー The Last Movie (1971)
- ポケットマネー Pocket Money (1972) 劇場未公開
- おかしなおかしな大追跡 What's Up, Doc? (1972)
- キング・オブ・マーヴィン・ガーデン -儚き夢の果て- The King of Marvin Gardens (1972) 劇場未公開
- ペーパー・ムーン Paper Moon (1973)
- ハックルベリーの冒険 Huckleberry Finn (1974) 劇場未公開
- またまたおかしな大追跡 For Pete's Sake (1974)
- フリービーとビーン/大乱戦 Freebie and the Bean (1974)
- シャンプー Shampoo (1975)
- ニッケルオデオン Nickelodeon (1976)
- ラスト・ワルツ The Last Waltz (1976)
- 未知との遭遇 Close Encounters of the Third Kind (1977) ヴィルモス・スィグモンドと共同で
- ニューヨーク・ニューヨーク New York, New York (1977)
- フィスト F.I.S.T. (1978)
- パラダイス・アレイ Paradise Alley (1978)
- 新・明日に向って撃て! Butch and Sundance: The Early Days (1979)
- サンフランシスコ物語 Inside Moves (1980)
- ローン・レンジャー The Legend of the Lone Ranger (1981)
- 女優フランシス Frances (1982)
- クラッカーズ/警報システムを突破せよ! Crackers (1984) 劇場未公開
- ゴーストバスターズ Ghost Busters (1984)
- マスク Mask (1985)
- 夜霧のマンハッタン Legal Eagles (1986)
- リトル・ニキータ Little Nikita (1988)
- セイ・エニシング Say Anything… (1989)
- プラスティック・ナイトメア/仮面の情事 Shattered (1991)
- ラジオ・フライヤー Radio Flyer (1992)
- ルビー・カイロ Ruby Cairo (1993)
- ベスト・キッド4 The Next Karate Kid (1994)
- スカウト The Scout (1994) 劇場未公開
- フリー・ウィリー2 Free Willy II: The Adventure Home (1995)
- コピーキャット Copycat (1995)
- クローンズ Multiplicity (1996)
- ベスト・フレンズ・ウェディング My Best Friend's Wedding (1997)
- ジャック・フロスト Jack Frost (1998) 劇場未公開
- この胸のときめき Return to Me (2000)
- デンジャラス・ビューティー Miss Congeniality (2000)
- トゥー・ウィークス・ノーティス Two Weeks Notice (2002)

## 文献
- Ray Zone, New Wave King, The Cinematography of Laszlo Kovacs, ASC (2002), ASC Holding Corp., ISBN 0-935578-19-6
- Masters of Light - Conversations with cinematographers (1984) Schaefer, S & Salvato, L.,  ISBN 0-520-05336-2

## 関連文献
- Brief biography and credits[リンク切れ]
- László Kovács' work on Easy Rider
- Cinematographer Laszlo Kovacs dies at 74 (2007) Carolyn Giardina, The Hollywood Reporter
- László Kovács at the Internet Encyclopedia of Cinematographers
- International Cinematographers' Guild Biography
- No Subtitles Necessary: Laszlo & Vilmos. Independent Lens, PBS broadcast November 17, 2009.